# Mina Rees
Mina Spiegel Rees (2 de agosto de 1902 – 25 de outubro de 1997) foi uma matemática estadunidense. Foi a primeira mulher presidente da Associação Americana para o Avanço da Ciência (1971) e chefe do departamento de matemática do Office of Naval Research dos Estados Unidos. Recebeu a Medalha Bem-Estar Público.
Recebeu o Prêmio Pioneiro da Computação de 1989.

## Publicações selecionadas
- 1932: "Division algebras associated with an equation whose group has four generators," American Journal of Mathematics 54: 51-65.
- 1950: "The federal computing machine program" Science 112: 731-736.
- 1952: (with Richard Courant and  Eugene Isaacson) "On the solution of nonlinear hyperbolic differential equations by finite differences", Communications on Pure and Applied Mathematics 5: 243-255.